# Миодраг Марковић
Миодраг Марковић (Гацко, 10. децембар 1962) историчар је уметности, редовни професор Филозофског факултета у Београду и редовни члан САНУ. Потпредседник САНУ за друштвене и хуманистичке науке од 2023. Бави се проучавањем српске средњовековне и византијске уметности, посебно зидним сликарством. Објавио је пет књига и преко стотину научних радова, од којих знатан број у часописима са AHCI и ERIH листе, више радова у тематским зборницима међународног и националног значаја, више лексикографских јединица за научне публикације водећег националног значаја итд.
За дописног члана Српске академије наука и уметности изабран је 5. новембра 2015, за редовног члана изабран 4. новембра 2021. године.

## Биографија

### Школовање
Рођен је у Гацку 10. децембра 1962. године, где је завршио основну школу и гимназију. Студије историје уметности на Филозофском факултету у Београду завршио је 1988. године, а затим је наставио постдипломске студије на истом факултету на смеру Историја уметности средњег века. У тој области одбранио је магистарски рад Значај првог путовања светог Саве у Палестину за архитектуру и живопис средишта Српске архиепископије, као и докторску тезу Манастир Светог Никите код Скопља – историја и живопис. У току летњег триместра 1999. године усавршавао се у Дамбартон Оуксу, у Вашингтону, најугледнијем светском центру за византијске студије.

### Професионални рад
Од фебруара 1990. године запослен је на Филозофском факултету у Београду као асистент-приправник на предмету Историја уметности југословенских народа средњег века. Године 1999. изабран је за асистента, 2005. за доцента, априла 2010. за ванредног, а априла 2015. за редовног професора на истом факултету.
У периоду од 2005. до 2011. био је стални гостујући професор на Филозофском факултету Универзитета у Источном Сарајеву, а поново је ангажован на истом факултету од почетка зимског семестра школске 2014/2015. године. Гостовао је по позиву на Окајама универзитету у Јапану (мај 2004) и на Аристотеловом универзитету у Солуну (мај 2009). Од 2010. године налази се на месту управника Института за историју уметности Филозофског факултета у Београду.
Учествовао је са рефератом на двадесет међународних и више националних научних конгреса.

## Научно-истраживачки пројекти
Учествовао је у више научних-истраживачких пројеката које су реализовали Институт за историју уметности Филозофског факултета у Београду, Византолошки институт САНУ и Одбор за историју уметности Матице српске.

## Чланство
Члан је редакције више угледних часописа: „Зограф” (од 2003), „Зборник Народног музеја у Београду” (од 2004), „Зборник за ликовне уметности Матице српске” (од 2008), „Зборник радова Византолошког института” (од 2010), зборника „Ниш и Византија” (од 2007), као и електронског часописа „East European History”, који се публикује у Сочију (од 2016).
Осам година био је главни уредник часописа ”Зограф” (2008–2016), који је пре неколико година укључен на угледни и најрелевантнији светски индекс цитираности (Томсон Ројтерсов ”Web of Science” индекс), као први и за сада једини српски часопис који је стекао место у оквиру TR AHCI листе (”Arts & Humanities Citation Index”) и као једини часопис Филозофског факултета који је ушао на TR индекс цитираности, односно на неку од TR листа (SCI, SSCI, AHCI).
Члан је Одбора за историју уметности САНУ (од 2010) и Научног већа Византолошког иснтитута САНУ (од 2010). Такође је члан Стручне редакције за уметност и архитектуру „Српске енциклопедије”, коју издају Матица српска и САНУ. Октобра 2014. изабран је за дописног члана Одбора директора Међународног центра средњовековне уметности (Associate of the Board of Directors of the International Center of Medieval Art) при Метрополитен музеју уметности у Њујорку. Маја 2015. именован је за члана научног одбора новоосноване серије за византијске студије „BYZANTINA LUPIENSIA”, чији су оснивачи „Италијански центар за студије раног средњег века” (CISAM) у Сполету и Одељење за културно наслеђе Универзитета у Лечеу. У новембру 2015. изабран је за дописног члана САНУ. Од новембра 2016. члан је управног одбора Источноевропског историјског друштва из Сочија.

## Признања и награде
Специјално признање 63. Међународног београдског сајма књига за књигу „Уметничко наслеђе српског народа на Косову и Метохији“ уредника Драгана Војводића и Миодрага Марковића, у издању Српске академије наука и уметности из Београда (2018).